# يو إس إس أريزونا (بي بي-39)
يو إس إس أريزونا (بالإنجليزية: USS Arizona)‏ هي كانت مدرعة أمريكية تم بنائها في منتصف عقد 1910، تمت تسميتها بأريزونا تكريماً لدخول الولاية الثامنة والأربعين مؤخرًا إلى الاتحاد في عام 1912. رافقت الرئيس الأمريكي وودرو ويلسون إلى مؤتمر باريس للسلام 1919 وتم نشرها بعد ذلك في تركيا في نفس العام لتمثيل المصالح الأمريكية خلال الحرب التركية اليونانية  بعد ذلك نقلت لتنضم لأسطول الولايات المتحدة الهادئ. في 7 ديسمبر 1941 غرقت السفينة خلال الهجوم على بيرل هاربر وقتل 1،177 من أفراد طاقم السفينة.